# Marv Wolfman
Marvin Arthur Wolfman, (Nueva York, Nueva York, Estados Unidos, 13 de mayo de 1946), es un escritor de historietas estadounidense. Es reconocido principalmente por su prolongado trabajo creativo en La tumba de Drácula, Jóvenes Titanes y por el crossover Crisis on Infinite Earths.

## Primeros años
Marv Wolfman nació en el distrito de Brooklyn, Nueva York. Es el hijo de Abe, un oficial de policía, y Fay, una ama de casa, además tiene una hermana, Harriet, doce años mayor que él. Wolfman es judío.
Cuando Wolfman tenía trece años, su familia se mudó al barrio de Flushing, el distrito de Queens, Nueva York, en donde estudió el bachillerato. Asistió a la High School of Art and Design en el distrito de Manhattan, con la intención de convertirse en caricaturista.

## Carrera

### 1960s
Wolfman fue una persona activa en el fandom antes de comenzar a trabajar profesionalmente para la editorial DC Comics en 1968. Fue una de las primeras persona en publicar una historia escrita por el autor Stephen King, con «In A Half-World of Terror» en el fanzine horror Stories of Suspense #2, en 1965.
Antes de comenzar a trabajar profesionalmente, Wolfman trabajó en forma amateur y como ayudante de Len Wein. El primer trabajo de Wolfman publicado por DC Comics apareció en el título Blackhawk #242 (agosto-septiembre de 1968).
Junto con Len Win, creó al personaje Johnny Double en Showcase #78 (noviembre de 1968). Ambos escribieron «Eye of the Beholder» en Teen Titans #18 (diciembre de 1968), que fue el primer crédito profesional de Wein en las historietas. Más tarde escribieron una historia llamada «Titans Fit the Battle of Jericho» para Teen Titans #20 (marzo-abril de 1969), cuyas páginas finales fueron reescritas y redibujadas por Neal Adams, pues en esta historia se habría introducido el primer superhéroe afroamericano de DC Comics, lo cual fue rechazado por el editor Carmine Infantino.
Wolfman y Gil Kane crearon la historia de origen de Wonder Girl en Teen Titans #22 (julio-agosto de 1969) en la se mostró también un nuevo diseño de su traje.

### 1970s
Wein y Wolfman entraron a trabajar a Marvel Comics con el apoyo del entonces editor Roy Thomas, y más tarde, cuando Thomas se retiró, Wolfman asumió el puesto de editor a cargo de las revistas a blanco y negro de la editorial y, posteriormente, editor de la línea de historietas a color.
Wolfman mantuvo largas temporadas en Amazing Spider-Man en donde creó a Gata Negra junto a Keith Pollard en The Amazing Spider-Man #194 (julio de 1979), Fantastic Four y Dr. Strange. A partir de 1972 se encargó, junto con Gene Colan, de La tumba de Drácula, una serie de Marvel basada en el personaje de Drácula, a partir de la cual Wolfman creó un trasfondo sobre los vampiros particular para el Universo Marvel, en el cual se destacaría la creación del personaje Blade, un cazador de vampiros.
Durante su tiempo en Marvel Comics, creó a múltiples personajes. Creó a Bullseye junto con el artista John Romita Sr. en Daredevil #131 (marzo de 1976). En conjunto con el artista John Buscema creó a Nova, que hizo su primera aparición en The Man Called Nova #1 (septiembre de 1976). Wolfman y John Byrne crearon a un nuevo heraldo de Galactus, llamado Terrax, en Fantastic Four #211 (octubre de 1979).
En 1978, Wolfman trabajó con Carmine Infantino el primer título de Spider-Woman en solitario, lanzado en abril de 1978. Como el primer escritor regular de Spider-Woman, rediseño la apariencia del personaje y le dio la identidad secreta de Jessica Drew.

### 1980s
En los 80, luego de una pelea con Jim Shooter, Wolfman migró a DC Comics, en donde relanzó el título principal de Jóvenes Titanes con el título The New Teen Titans junto al dibujante George Pérez; en donde crearon en conjunto a los personajes de Raven, Cyborg, Starfire, Deathstroke y Trigon que se sumaron a los ya existentes Robin, Kid Flash, Chico Bestia y Wonder Girl. La serie fue un gran éxito de DC Comics, y compitió en su momento con el relanzamiento de los X-Men de Marvel. 
También por ese entonces colaboró brevemente con Gil Kane en una serie animada de Superman de Ruby-Spears.
En 1985, celebrando los 50 años de DC Comics, Marv Wolfman trabajó junto a George Pérez en Crisis en Tierras Infinitas, una saga cósmica que reunió a prácticamente todos los personajes de la editorial y reformuló por completo la naturaleza del Universo DC.
Luego de dicha historia, participó en el relanzamiento de Superman, renovando al personaje Lex Luthor y escribiendo para el título Adventures of Superman con el artista Jerry Ordway; durante este periodo ambos crearon a Bibbo Bibbowski y Emil Hamilton.
Todo ese tiempo siguió trabajando en New Teen Titans, y cuando Pérez dejó la serie lo reemplazaron José Luis García López, Eduardo Barreto y Tom Grummett, aunque sin el mismo éxito. 
En 1987 Wolfman Wolfman fue despedido de su posición como editor en DC Comics como resultado de disputas internas relacionadas con nuevas pautas para clasificar el contenido de las historietas de la editorial, un conflicto en el que estuvieron involucrados numerosos escritores y artistas, entre ellos Alan Moore, Frank Miller, Len Wein, George Pérez, Howard Chaykin, Bill Sienkiewicz, Chris Claremont y John Byrne; la editorial más tarde se retractó de algunas de estas pautas y, aunque no recuperó su cargo puesto como editor, Wolfman continuó escribiendo guiones para DC Comics.
Para Batman escribió las historias: Batman: Año Tres y Batman: Un Lugar Solitario para Morir, ambas en 1989, además de crear junto con Pat Broderick a Tim Drake, el tercer personaje en asumir la identidad de Robin.

### Años posteriores
El trabajo de Wolfman en historietas disminuyó a lo largo de la década de 1990 conforme fue enfocando sus esfuerzo a la televisión y animación, aunque escribió el título The Man Called A-X para DC Comics en 1994.
A finales de la década de 1990, Wolfman desarrolló la serie animada de televisión Beast Machines, parte de la franquicia Transformers, que fue transmitida por Fox Kids por dos temporadas, de 1999 a 2000. Esta serie fue una continuación directa de Beast Wars y recibió críticas divididas, fue elogiada por su argumento, pero criticada por su énfasis en temas espirituales.
En el 2006 Wolfman volvió a trabajar para la compañía DC a partir del número 125 de la serie Nightwing, durante su periodo de trece números en ese título, introdujo a un nuevo personaje con la identidad de Vigilante, que posteriormente tuvo su propio título, escrito también por Wolfman. En 2008 escribió la miniserie DC Special: Raven.

## Pionero de los créditos de autor en DC Comics
Durante el panel «Marvel Comics: The Method and the Madness» en la New York City Comic Art Convention de 1974 Wolfman contó a la audiencia que cuando empezó a trabajar por primera vez para DC Comics, fue el primer escritor de DC Comics que fue acreditado en una publicación de esa editorial. El editor Gerry Conway consultó en 1969 con el Comics Code Authority, encargada de la autocensura en la historietas de aquel entonces, si podía incluir referencias a los términos prohibidos «werewolf» y «wolfman» (hombres lobo en inglés) si estos eran el nombre de una persona. Al recibir una respuesta positiva, escribió en House of Secrets Vol. 1 #83 que la historia presentada fue escrita por «a wandering wolfman», haciendo un juego de palabras con el apellido de Marv Wolfman, y en la misma página se le daba crédito a Wolfman como escritor. Una vez que esto ocurrió, otros escritores exigieron recibir crédito en las publicaciones y esto más adelante se convirtió en la práctica estándar, tanto para escritores como para artistas.

## Premios
- Shazam Award como mejor escritor en 1973.[cita requerida]
- Crisis en Tierras Infinitas ganó el "Jack Kirby Award" como mejor serie limitada en 1985.[31] El mismo año se nominó también a The New Teen Titans N.º 50 como mejor número individual.

## Personajes creados por Marv Wolfman

### Marvel Comics
- Gata Negra (con Keith Pollard)
- Blade con (con Gene Colan)
- Hannibal King (con Gene Colan)
- Bullseye (con John Romita Sr.)
- Nova (Richard Rider) (con John Buscema)
- Terrax (con John Byrne)

### DC Comics
- Destino
- Nightwing
- Alexander Luthor, Jr.
- Hermano Sangre (con George Pérez)
- Cat Grant (con Jerry Ordway)
- Cheshire (con George Pérez)
- Cyborg (con George Pérez)
- Deathstroke (con George Pérez)
- Doctor Light (Kimiyo Hoshi) (con George Pérez)
- Gangbuster
- Jericho
- Jonny Double (cocreado con Len Wein)
- Magenta (con George Pérez)
- El Monitor
- NKVDemon
- Raven (con George Pérez)
- Robin (Tim Drake) (con Pat Broderick)
- Starfire  (con George Pérez)
- Terra (Tara Markov) (con Tom Grummet)
- El Anti-Monitor
- Trigon (con George Pérez)
- Vigilante (Greg Saunders) (con George Pérez)